# Agnew Mine
Agnew Mine är en gruva i Australien. Den ligger i kommunen Leonora och delstaten Western Australia, omkring 660 kilometer nordost om delstatshuvudstaden Perth.
Trakten runt Agnew Mine är nära nog obefolkad, med mindre än två invånare per kvadratkilometer.. Det finns inga samhällen i närheten.
Omgivningarna runt Agnew Mine är i huvudsak ett öppet busklandskap. Genomsnittlig årsnederbörd är 330 millimeter. Den regnigaste månaden är januari, med i genomsnitt 81 mm nederbörd, och den torraste är augusti, med 1 mm nederbörd.